# John Fletcher Moulton, Baron Moulton
John Fletcher Moulton, Baron Moulton GBE KCB PC QC FRS (* 18. November 1844 in Madeley, Shropshire; † 29. März 1921 in London) war ein britischer Politiker der Liberal Party und Jurist, der mehrere Jahre Abgeordneter im House of Commons sowie zuletzt als Lord of Appeal in Ordinary aufgrund des Appellate Jurisdiction Act 1876 als Life Peer auch Mitglied des House of Lords war.

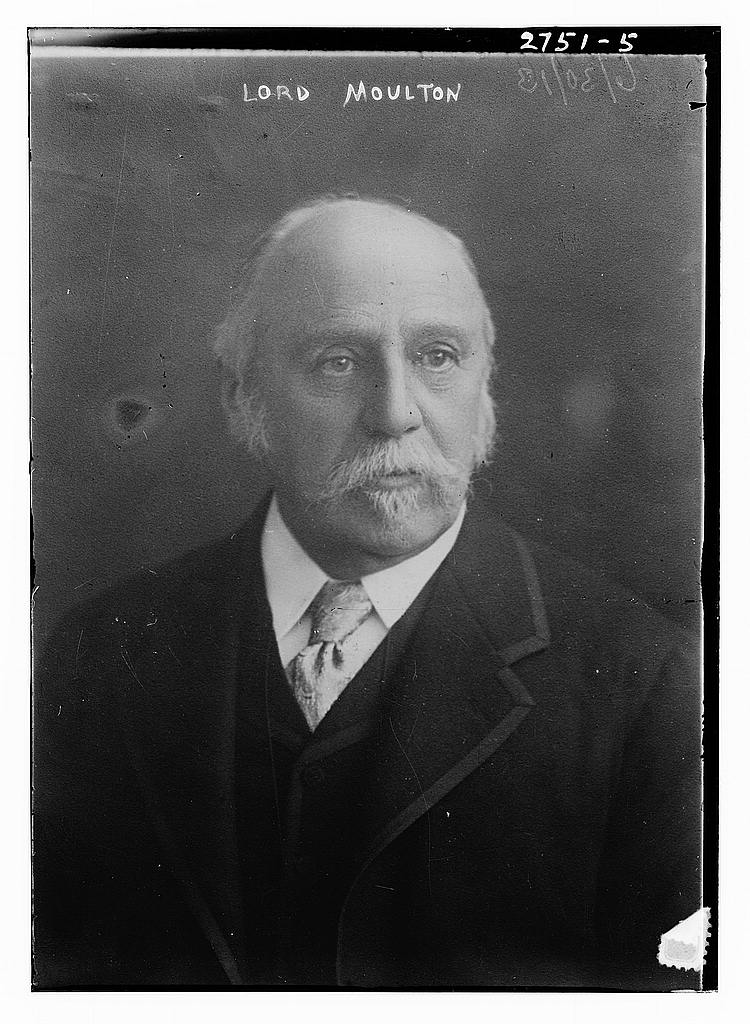
John Fletcher Moulton, Baron Moulton (1913)

## Leben

### Rechtsanwalt und Unterhausabgeordneter
Moulton, Sohn eines Geistlichen, absolvierte nach dem Besuch der Kingswood School ein Studium der Rechtswissenschaften am St John’s College der University of Cambridge und erhielt 1874 seine anwaltliche Zulassung bei der Rechtsanwaltskammer (Inns of Court) von Middle Temple. Im Anschluss nahm er eine Tätigkeit als Barrister auf und wurde aufgrund seiner anwaltlichen Verdienste 1885 zum Kronanwalt (Queen’s Counsel) ernannt.
Am 24. November 1885 erfolgte als Kandidat der Liberal Party seine erstmalige Wahl zum Abgeordneten in das House of Commons, in dem er bis zum 1. Juli 1886 den Wahlkreis Battersea and Clapham vertrat. Nachdem er anschließend wieder mehrere Jahre als Barrister gearbeitet hatte, gehörte er zwischen dem 7. Mai 1894 und dem 13. Juli 1895 dem Unterhaus erneut als Abgeordneter, wobei er dieses Mal der Wahlkreis Hackney South repräsentierte. Am 3. August 1898 wurde er schließlich erneut für die Liberal Party zum Abgeordneten in das House of Commons gewählt und vertrat nunmehr bis zum 12. Januar 1906 den Wahlkreis Launceston.

### Lordrichter und Oberhausmitglied
Nach seinem Ausscheiden aus dem Unterhaus erfolgte 1906 seine Berufung zum Richter (Lord Justice of Appeal) am Court of Appeal, dem für England und Wales zuständigen Appellationsgericht, an dem er bis 1912 tätig war. Daneben wurde er 1906 auch zum Knight Bachelor geschlagen, so dass er fortan den Namenszusatz „Sir“ führte, sowie zum Privy Councillor ernannt. Während dieser Zeit wurde er darüber hinaus 1910 sowohl sogenannter „Bencher“ als auch Schatzmeister der Anwaltskammer von Middle Temple. Ferner war er zeitweise Fellow sowie Mitglied des Senats der Universität London und auch Mitglied der Königlichen Kommission für die Vergütung des öffentlichen Dienstes (Royal Commission on Civil Service Remuneration) sowie Vorsitzender des Medizinischen Forschungskomitees (Medical Research Committee).
Zuletzt wurde Moulton durch ein Letters Patent vom 1. Oktober 1912 aufgrund des Appellate Jurisdiction Act 1876 als Life Peer mit dem Titel Baron Moulton, of Bank in the County of Southampton, zum Mitglied des House of Lords in den Adelsstand berufen und wirkte bis zu seinem Tod 1921 als Lordrichter (Lord of Appeal in Ordinary).
Zugleich wirkte Lord Moulton zu Beginn des Ersten Weltkrieges 1914 als Vorsitzender des Komitees für chemische Produkte und des Komitees für hochexplosive Produkte sowie 1915 als Generaldirektor für die Versorgung mit Explosivprodukten im Munitionsministerium.
Für seine Verdienste in dieser Zeit wurde er 1915 zunächst als Knight Commander des Order of the Bath und 1917 als Knight Grand Cross des Order of the British Empire ausgezeichnet. Weiterhin wurde ihm der Leopoldsorden von Belgien und der Orden des Weißen Adlers von Polen verliehen.

### Familie
Moulton war zweimal verheiratet. Aus der ersten Ehe ging Hugh Fletcher Moulton hervor, der ebenfalls eine anwaltliche Zulassung als Barrister bei der Anwaltskammer von Middle Temple erhalten hatte und zwischen 1923 und 1924 als Abgeordneter den Wahlkreis Salisbury im Unterhaus vertreten hatte. Darüber hinaus verfasste er 1922 eine Biografie seines Vaters. Seine Tochter aus zweiter Ehe, Sylvia May Fletcher Moulton, hatte ebenfalls eine Zulassung als Barrister von der Anwaltskammer von Middle Temple erhalten.
Seine Brüder waren die Geistlichen und Bibelforscher James Egan Moulton, William Fiddian Moulton und Richard Green Moulton.

## Schriften
- Science and war. The Rede lecture, 1919